# ملعب إسكي شهرالجديد
ملعب إسكي شهرالجديد هو ملعب يقع في إسكي شهر،تركيا.تم إفتتاحه في أواخر أكتوبر 2016 ويتسع ل 34،930 مشجع. يستضيف الملعب مبارايات فريق إسكيشهرسبور بدلاً من ملعبهم السابق ملعب إسكيشهرسبور أتاتورك.